# Éclipse solaire du 30 avril 2022
L'éclipse solaire du 30 avril 2022 est la 15e éclipse partielle du XXIe siècle.

## Zone de visibilité
L'éclipse est visible dans le Pacifique et l'Amérique du Sud.

Carte animée de l'éclipse du 30 avril 2022.